# Oxypilus falcatus
Oxypilus falcatus es una especie de mantis de la familia Hymenopodidae.

## Distribución geográfica
Se encuentra en el Camerún, Congo Brazzaville, República Democrática del Congo, Sudán, Uganda y la  República Centroafricana.